# San Roque (Gerichtsbezirk)
Der Gerichtsbezirk San Roque ist einer der 14 Gerichtsbezirke in der spanischen Provinz Cádiz.
Der Bezirk umfasst 4 Gemeinden auf einer Fläche von 671,38 km² mit dem Hauptquartier in San Roque.

## Gemeinden
| Gemeinde                 | Einwohner (2024) | Fläche km² | Dichte Einw./km² | Cod INE | Postleitzahl                     |
| ------------------------ | ---------------- | ---------- | ---------------- | ------- | -------------------------------- |
| Castellar de la Frontera | 2.976            | 178,84     | 17               | 11013   | 11349, 11350                     |
| Jimena de la Frontera    | 6.695            | 297,09     | 23               | 11021   | 11330, 11339                     |
| San Martín del Tesorillo | 2.739            | 48,57      | 56               | 11903   | 11340                            |
| San Roque                | 34.190           | 146,88     | 233              | 11033   | 11310–11314, 11360, 11368, 11369 |
| Gerichtsbezirk San Roque | 46.600           | 671,38     | 69               | –       | –                                |